# Wedelia oxylepsis
Wedelia oxylepis S.F.Blake 1924 es una especie de las fanerógamas en la familia Asteraceae.
Solo está en Ecuador y Cajamarca (Perú).
Su hábitat natural es subtropical o tropical húmedo de tierras bajas forestales.
Tiene riesgo de extinción por pérdida de hábitat.

## Fuente
- Montúfar, R. & Pitman, N. 2003.  Wedelia oxylepis.   2006 IUCN Lista Roja de Especies Amenazadas, bajado 20 julio de 2007

- Datos: Q5492017
- Multimedia: Wedelia oxylepis / Q5492017
- Especies: Wedelia oxylepis